# 프라이빗 (영화)
프라이빗(Private)은 이탈리아에서 제작된 사베리오 코스탄조 감독의 2004년 전쟁, 드라마 영화이다. 헨드 아요브 등이 주연으로 출연하였고 마리오 지아나니 등이 제작에 참여하였다.

## 출연

### 주연
- 헨드 아요브
- 모하메드 바크리
- 토머 루소

## 제작진
- 공동기획: 파브리지오 스토라로